# NGC 7423
NGC 7423 (другое обозначение — OCL 246) — рассеянное скопление в созвездии Цефей.
Этот объект входит в число перечисленных в оригинальной редакции «Нового общего каталога».